# Chamaelimnas insignis
Chamaelimnas insignis är en fjärilsart som beskrevs av Hans Ferdinand Emil Julius Stichel 1929. Chamaelimnas insignis ingår i släktet Chamaelimnas och familjen Riodinidae. Inga underarter finns listade i Catalogue of Life.